# Аргонавти (животни)
Argonauta е род главоноги мекотели от семейство Argonautidae. Това е единственият съвременен род от семейството пелагични октоподи.

## Разпространение и местообитания
Argonauta обитават повърхностните води на Световния океан в тропиците и субтропиците. Самките обикновено дрейфуват близо до повърхността на водата, обикновено в близост до други плаващи предмети.

## Морфологични особености
Притежават добре изразен полов диморфизъм. Дължината на тялото при женските е до 10 cm, а мъжките обикновено са значително по-дребни.

## Хранене
Представителите се хранят предимно с други пелагически мекотели.

## Размножаване
Осеменяването се извършва посредством прехвърляне на сперматозоидите с хектокотил. За разлика от останалите главоноги представителите на рода са способни да се размножават повече от един път в живота си.

## Видове
- †Argonauta absyrtus
- †Argonauta itoigawai
- †Argonauta joanneus
- †Argonauta tokunagai
- Argonauta argo
- Argonauta bottgeri
- Argonauta cornuta
- Argonauta hians
- Argonauta nodosa
- Argonauta nouryi
- Argonauta pacifica